# Piakai Henkel
Piakai Henkel (sinh ngày 11 tháng 3 năm 1995) là một cầu thủ bóng đá người Mỹ.

## Sự nghiệp câu lạc bộ
Piakai Henkel đã từng chơi cho Fagiano Okayama.